# Salamitactiek

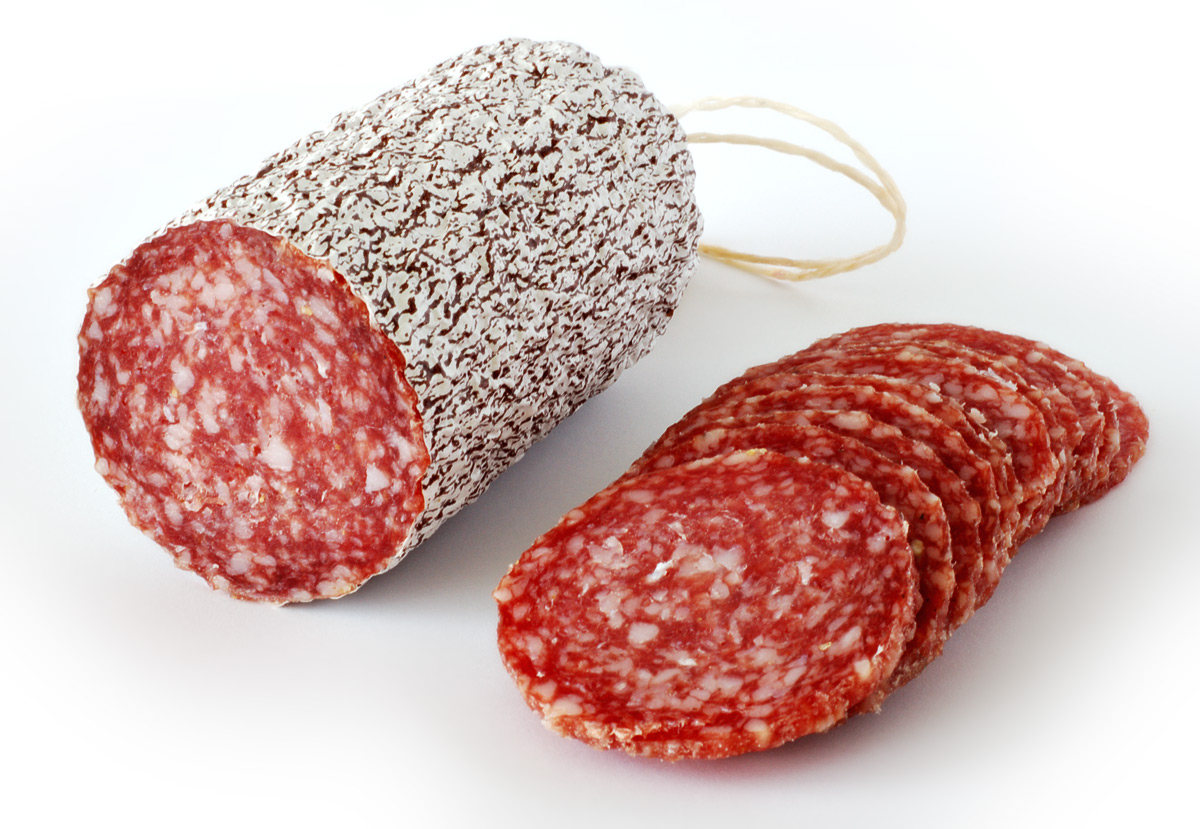
Salami

De term salamitactiek is een metafoor waarmee een onderhandelingsmethode wordt aangeduid.
De methode bestaat uit het opdelen van het onderhandelingsproces met als doel met de andere partij tot overeenstemmingen te komen over meerdere kleine onderdelen of om meerdere kleine concessies van de andere partij te vragen.
Het bewust opdelen van het onderhandelingsproces op deze wijze gebeurt wanneer verwacht wordt dat de andere partij niet akkoord zou gaan met het onderhandelingsresultaat wanneer dat in één keer zou worden gepresenteerd.
De naam is afgeleid van salami, die vrijwel altijd in plakken gesneden wordt opgediend.